# Adventisme

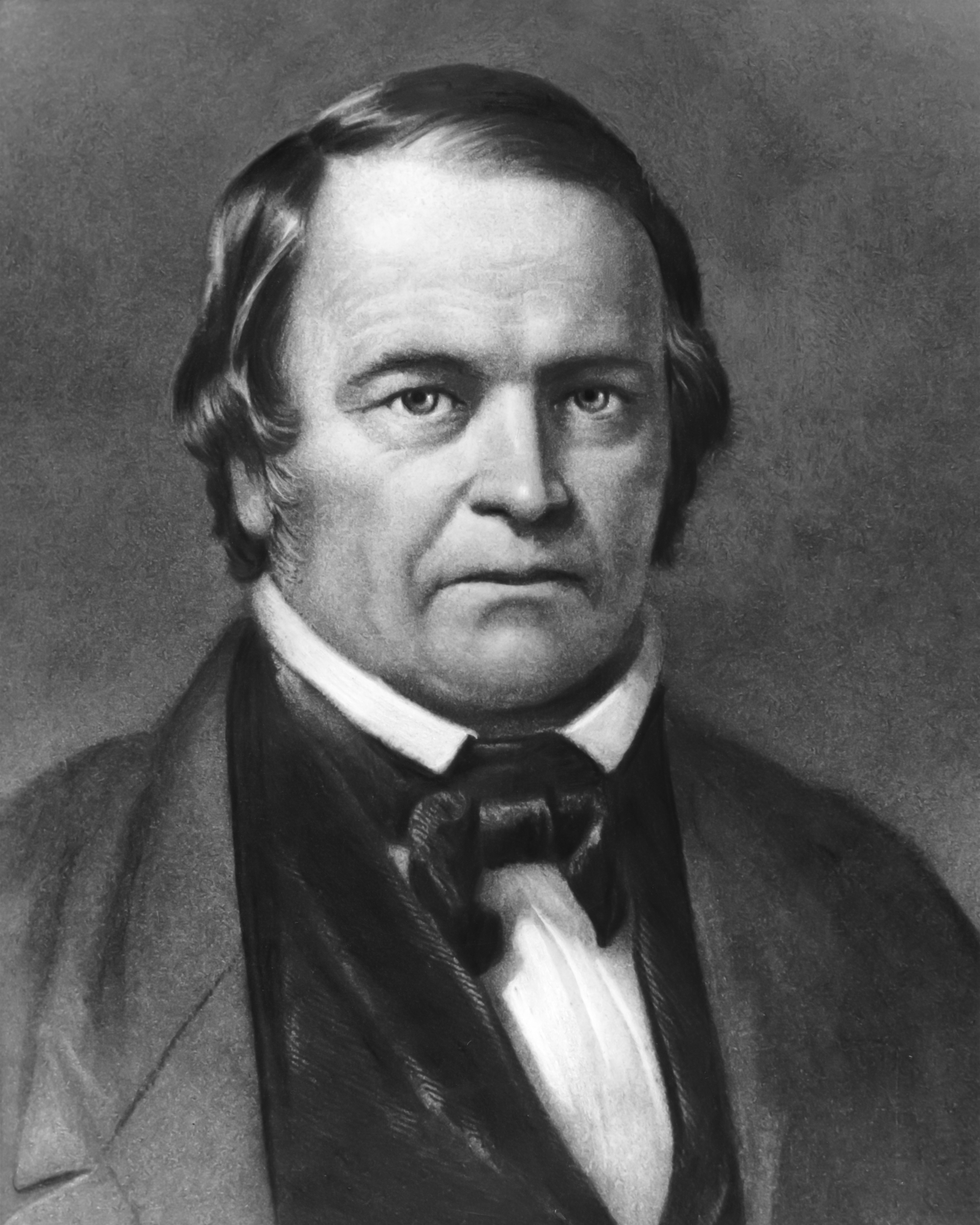
William Miller

Adventisme is een christelijke stroming van eindtijdbewegingen die in de negentiende eeuw ontstond, tegen de achtergrond van de Second Great Awakening revival in de Verenigde Staten. Het adventisme valt binnen een opeenvolging van gelijk gemotiveerde stromingen onder het restaurationisme. De term adventist verwijst gewoonlijk naar iemand die gelooft in de wederkomst van Jezus Christus. Dit wordt vaak de "tweede advent" genoemd (Engels: The Second Coming). Hierdoor wordt een adventist in de Verenigde Staten vaak "Second Adventist" genoemd. De stroming werd gestart door William Miller, zijn volgelingen worden Millerieten genoemd.
De kerken binnen de adventistische familie worden tegenwoordig beschouwd als conservatief protestants. De grootste bewegingen van de meer dan 200 bewegingen binnen deze stroming zijn die van de zevendedagsadventisten, waardoor adventisme als term vaak naar deze beweging verwijst.  
In Nederland vallen gemeentes van zevendedagsadventisten onder de "Nederlandse Unie", die nauwe banden heeft met de Belgisch-Luxemburgse Federatie.
Jehova's getuigen worden soms ook onder adventisme gecategoriseerd.

## Kenmerken
Enkele kenmerken van de adventistische stroming zijn:
- De Bijbel wordt beschouwd als absolute waarheid en onfeilbaar.
- Ieder deel van de Bijbel is even belangrijk en verdient aandacht.
- Doctrines rondom de wederkomst van Jezus en een materieel koninkrijk van God spelen een belangrijke of zelfs centrale rol.
- Grote belangstelling voor de apocalyptische en profetische boeken van de Bijbel, vooral de boeken Daniël en de Openbaring van Johannes.
- Veel belangstelling voor chronologische constructies in de Bijbel, vooral met betrekking tot het berekenen van toepassingen van de passages inzake "dagen" in apocalyptische werken.
- Binnen de bewegingen leeft een voortdurende verwachting inzake de wederkomst van Jezus, in combinatie met de chronologieën, soms resulterend in het stellen van jaartallen wanneer die wederkomst zal plaatsvinden.
- Het aanmoedigen van studie van het Oude Testament, wat ertoe leidde dat aanhangers soms de sabbat gingen houden, of ook wel de naam "Jehova" voor God gingen gebruiken.[1]
- Benadrukken "in de wereld maar geen deel van de wereld" te zijn. (1 Johannes 2:15-17)
- Extreem conservatieve, soms zelfs fundamentalistische opstelling.[bron?]

Terwijl de bewegingen binnen de stroming veel gemeenschappelijks hebben, verschilt hun theologie op leerstellingen als de hel (al of niet als plaats van pijniging), de aard van onsterfelijkheid, al of niet opstanding ook voor goddelozen en of het heiligdom in Daniël hoofdstuk 8 verwijst naar een plaats op aarde of in de hemel.

## Geschiedenis

### Voorlopers van het adventisme
Als vroegste adventist avant la lettre wordt vaak Pelagius genoemd, de Britse ketterse monnik uit de vijfde eeuw na Christus. Amerikaanse adventisten claimen regelmatig de waldenzen, een beweging die in de 12e eeuw in Frankrijk is ontstaan, als adventistische voorlopers. In de vroege periode van de Reformatie floreerden enkele extreem chiliastische sektes. Sommige hiervan hadden ook opvattingen over een materieel Koninkrijk Gods. Johannes Calvijn schreef uitvoerig om deze opvatting te weerleggen.
De Engelse filosoof Thomas Hobbes ontwikkelde een gedetailleerde versie van een materieel, op Gods koninkrijk georiënteerde versie van de christelijke doctrine, in zijn Leviathan. Hij gebruikte dit werk om de ongrijpbare argumenten inzake natuurrecht van zijn politieke opponenten te hekelen. In feite zou Hobbes heel goed als theoloog van de meeste moderne vormen van adventisme kunnen dienen. In de laatste jaren van zijn leven verschoof Isaac Newton zijn aandacht van fysica naar Bijbelse profetieën; zowel hijzelf als zijn discipelen accepteerden een materiële theologie. De Engelse chemicus en unitariër Joseph Priestley hanteerde een radicale, bijna reductionistische theologie om de twee heidense bezoedelingen van het vroege, eenvoudige, joods-christelijke geloof aan te vallen: een geloof in immateriële geesten en het dogma van de Drie-eenheid. Ook hij besteedde veel aandacht aan de apocalyptische boeken van de Bijbel, zij het met minder interesse in de gedetailleerde chronologieën die Newton meende te ontdekken. Thomas Jefferson omarmde Priestley's unitarisme enthousiast en geloofde in een eenvoudige vorm van het christendom, gezuiverd van alle platonische invloeden en immateriële geesten.
In de 17e eeuw en 18e eeuw, die gekenmerkt werden door crises, onrust en oorlogen, kwam er bij verschillende christelijke stromingen en bewegingen weer interesse voor de wederkomst van Christus en werd de leer van het duizendjarig rijk op aarde (her)ontdekt. 
Tegen het einde van de achttiende eeuw en het begin van de negentiende eeuw schreven verschillende protestantse bedienaren en geleerden in diverse Europese landen over de Openbaring van Johannes. In Groot-Brittannië lanceerde Edward Irving een adventistische beweging, juist voordat William Miller zijn boodschap begon te prediken in de Verenigde Staten in 1832. De aanhangers van Irving schiepen diverse precedenten voor de Amerikanen, bijvoorbeeld door buitenkerkelijke activiteiten als de "profetieconferenties" te perfectioneren. Margaret MacDonald, een van Irvings discipelen, anticipeerde zelfs op Millers identificatie van de waarschijnlijke datum voor de Wederkomst: 1843.
Exegeten als John Nelson Darby (1800-1882), William Kelly (1821-1906), Charles Henry Mackintosh (1820-1896), Cyrus Ingerson Scofield (1843-1921) en anderen hebben de opname van de Gemeente, de spoedige wederkomst en de aanvang van het duizendjarig rijk geleerd. De adventisten gingen hierin veel verder.

### Millerisme
Het adventisme begon als een beweging waarvan de aanhangers lid bleven van hun eigen kerkgenootschap. De belangrijkste leider was William Miller. Hij voorspelde de wederkomst van Christus op 22 oktober 1844. In de Verenigde Staten ondersteunden 50.000 tot  100.000 personen deze zienswijze. Na de "Great Disappointment" ("Grote Teleurstelling") keerden veel aanhangers het adventisme de rug toe. Van degenen die de beweging loyaal bleven, gaven de meesten het geloof in de datum 22 oktober op, maar zij bleven een spoedige "advent" (wederkomst van Jezus) verwachten. Sommigen beweerden dat Jezus niet fysiek maar "spiritueel" was wedergekomen en zij werden daarom spiritualizers genoemd. Een minderheid beweerde dat er wel degelijk iets belangrijks was gebeurd op 22 oktober, maar dat de gebeurtenis verkeerd geïnterpreteerd was. Deze zienswijze ontstond later en wordt door de zevendedagsadventisten nog altijd aangehangen.

### Albany Conference
In 1845 vond van 29 april tot 1 mei de "Albany Conference" plaats, in Albany (New York). 61 gedelegeerde kwamen samen om de toekomst en betekenis van de milleritische beweging te bepalen. Na deze bijeenkomst kwamen de "millerieten" bekend te staan als "adventisten" of "Second Adventists". De gedelegeerden verschilden echter van mening over verschillende leerstellige punten. Er ontstonden vier groepen na de conferentie:
- De grootste groep noemde zich de American Millennial Association, waarvan een deel later bekend kwam te staan als de Evangelical Adventist Church.[1] Uniek onder de adventisten geloofden zij in een eeuwige hel en bewustzijn tijdens de dood. Hun ledental liep terug en tegen 1916 komt hun naam niet meer voor in de United States Census of Religious Bodies. Hun belangrijkste publicatie was de Advent Herald.[4]
- The Life and Advent Union werd opgericht door George Storrs in 1863. Vanaf 1842 gaf hij het tijdschrift The Bible Examiner uit. De beweging ging samen met de Adventist Christian Church in 1864.
- De Advent Christian Church werd in 1861 formeel opgericht in Michigan en maakte in het begin een sterke groei door. Gedurende de twintigste eeuw nam de aanhang geleidelijk af. De Advent Christians geven vier tijdschriften uit: The Advent Christian Witness, Advent Christian News, Advent Christian Missions en Maranatha. Enkele gemeenten in West Virginia splitsten zich af en vormen The Primitive Advent Christian Church.
- De Seventh-day Adventist Church is een beweging die de zevende dag beschouwt als sabbat, een heilige dag voor aanbidding (zie zevendedagsadventisten), en in 1863 formeel werd opgericht. Op 20 mei 1863 kwam in Battle Creek een aantal mensen bijeen om te beslissen of zij zich, hoewel ze hier wars van waren, tot kerk zouden organiseren. De beslissing hiertoe werd vervolgens op 21 mei 1863 genomen. De aanleiding betrof het uitgeven van hun publicaties, waarvan brochures en pamfletten deel uitmaakten. Dit moest steeds uitbesteed worden aan drukkerijen, waardoor de behoefte aan een eigen drukpers ontstond. De aankoop, uit gemeenschapsgeld bekostigd, vond in 1860 plaats, maar, omdat de beweging nog geen rechtspersoon was, werd deze op naam gesteld van James White (1821-1881), de echtgenoot van Ellen White (1827-1915), een sleutelfiguur in het kerkgenootschap. James White was hier niet gelukkig mee, mede-oprichter Joseph Bates (1792-1872), verantwoordelijk voor kerklijk werk middels publicaties, evenmin. De Seventh-day Adventist Church publiceerde vanaf 1851 tot 1961, alsmede vanaf 1971 tot 1978, onder andere de Adventist Review and Sabbath Herald. Per 1978 kent men dit tijdschrift onder de naam Adventist Review. Het adventisme heeft zich ontwikkeld tot een grote wereldwijde denominatie en heeft een belangrijk netwerk van medische en onderwijsinstellingen.

Miller werd geen lid van enige van deze bewegingen en besteedde de laatste jaren van zijn leven aan pogingen ze te verenigen, tot zijn dood in 1849.

## Denominaties
Tot het Adventisme worden gerekend:
- Broeders in Christus (ook wel Christadelphians genoemd)
- Advent Christian Church
- Primitive Advent Christian Church
- Seventh-day Adventist Church (ook wel zevendedagsadventisten genoemd)
- Seventh Day Adventist Reform Movement
- Davidian Seventh-day Adventist Association (oorspronkelijk Sheperd's Rod genoemd)
  - afsplitsing hiervan: Branch Davidians
- Church of God (Seventh Day)
  - afsplitsing hiervan: Grace Communion International (voorheen Worldwide Church of God)
  - afsplitsing hiervan: General Conference of the Church of God (Seventh-Day)
- Church of God and Saints of Christ
- Church of God General Conference
- United Seventh-Day Brethren
  - afsplitsing hiervan: United Church of God

Kleinere denominaties
- True and Free Seventh-day Adventists (ontstaan in de Sovjet-Unie)
- United Sabbath-Day Adventist Church
- Celestia (een door Adventisten opgericht dorp in Pennsylvania dat inmiddels uit elkaar is gevallen)

### Verwante denominaties
De Bijbelonderzoekersbeweging die werd gestart door Charles Taze Russell had in het begin adventistische en Milleritische connecties, zoals met Jonas Wendell, George Stetson, George Storrs en Nelson H. Barbour. Na een schisma in 1917 ontstonden diverse groeperingen die zich baseerden op de ideeën van Russell. De grootste groepering ervan hernoemde zich in 1931 tot Jehova's getuigen. Deze beweging wordt over het algemeen niet meer tot de Milleritisch-adventistische stroming gerekend, hoewel minimaal één bron dat wel doet. Russell bezocht tussen 1870 en 1874 een adventistische kerk en "werd grondig beïnvloed door het adventistische gedachtegoed".

## Verder lezen
- (en) George R. Knight (1993): Millennial fever - And the end of the world, Pacific Press, Boise (Idaho), ISBN 0816311781
- (en) Lowell R. Tarling, Lowell (1981): The Edges of Seventh-day Adventism: A Study of Separatist Groups Emerging from the Seventh-day Adventist Church (1844–1980), Galilee Publications, Barragga Bay, Bermagui South, New South Wales, ISBN 0959345701
- (en) Paul K. Conkin (1997): "Apocalyptic Christianity", in American Originals, University of North-Carolina Press, Chapel Hill, blz. 110-161